# Castello di Montegufoni

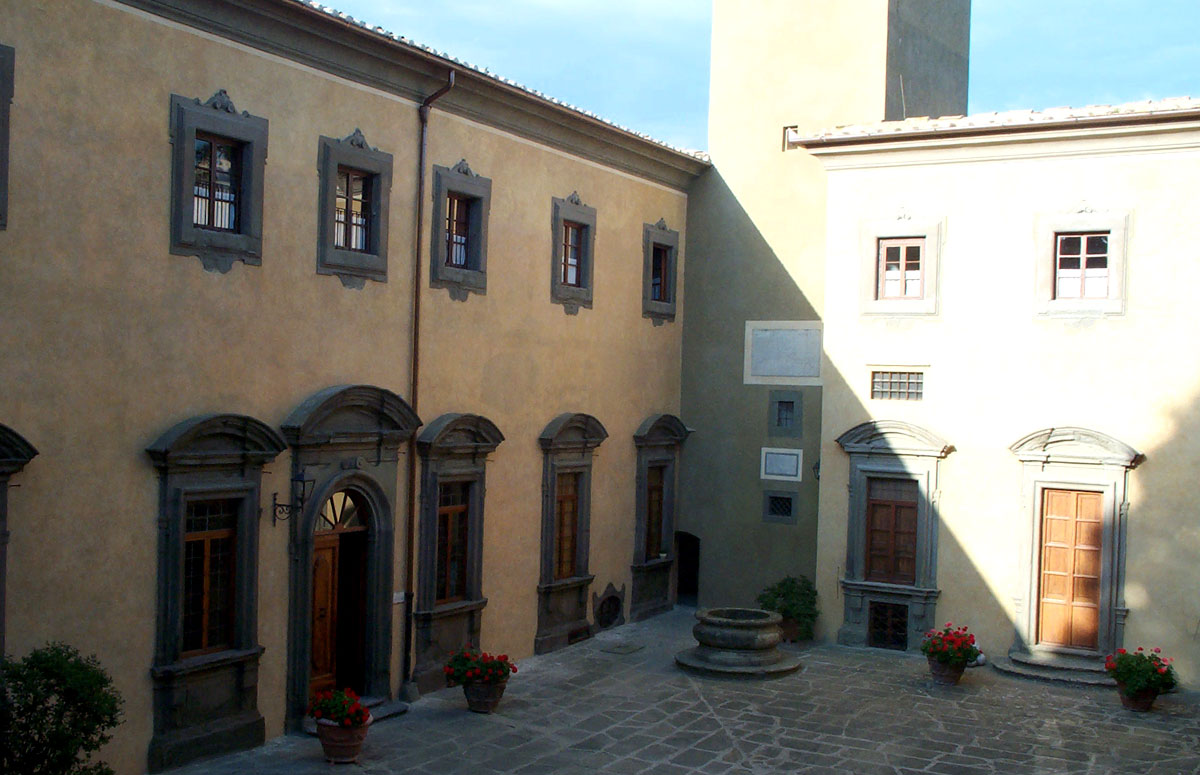
Cortile

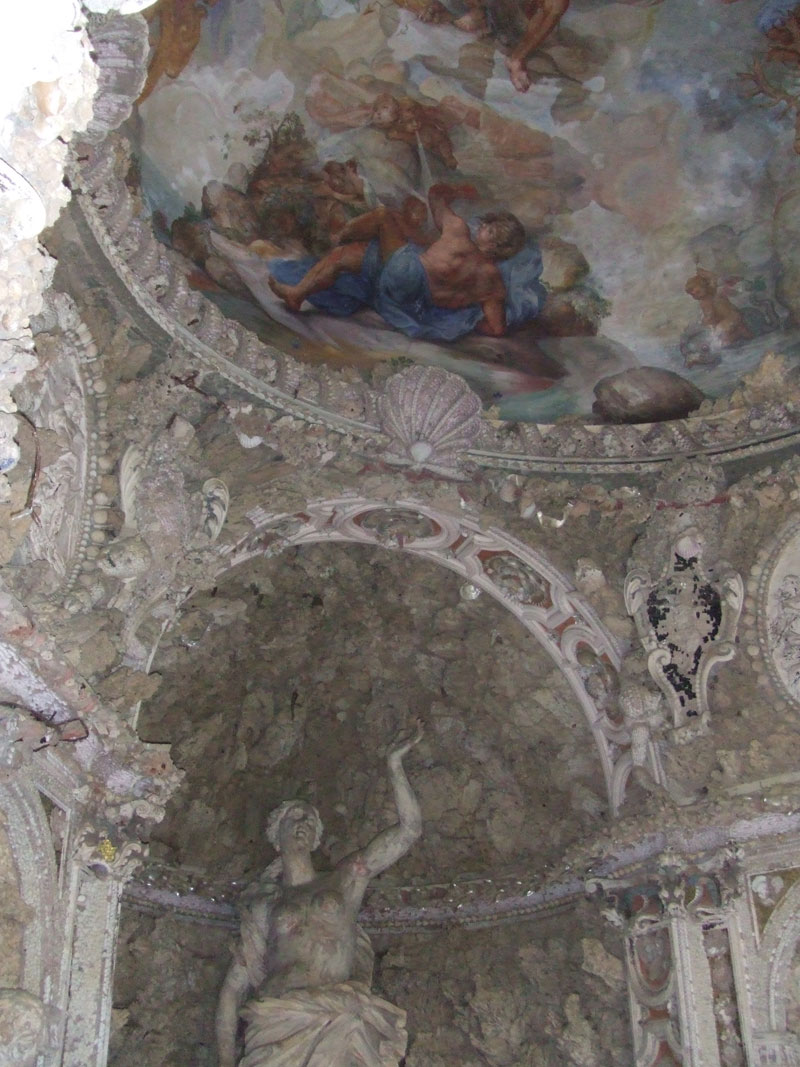
Affreschi della Grotta

Il  Castello di Montegufoni  è nell'omonimo borgo, una frazione del comune di Montespertoli  a 20 km a sud di Firenze.
Montegufoni si erge sulla vecchia via Volterrana, la strada che congiunge Firenze con Volterra, arteria di comunicazione che a seguito della definitiva sottomissione di Volterra da parte di Firenze (1472) assunse un'importanza strategica per il commercio relativo alle risorse minerarie e al sale. Originariamente il castello appartenne alla famiglia degli Ormanni, una famiglia citata da Dante Alighieri nella Divina Commedia.

## Storia
Nel 1135 i Fiorentini attaccarono per la prima volta il castello tentando di raderlo al suolo. L'edificio fu lasciato in rovina fino al XIII secolo,quando divenne proprietà della famiglia Acciaioli, nella persona di Gugliarello Acciaioli. I suoi discendenti si arricchirono enormemente grazie alla banca di loro proprietà e verso la fine del XIII secolo, Montegufoni si era ormai trasformato in un complesso composto dal palazzo centrale e da sette edifici di dimensioni minori, circondati da mura di cinta: le cosiddette "sette vecchie ville del castello ancestrale di Montegufoni", citate in un'iscrizione del castello.
Nel 1310 qui nacque, in una sala del castello successivamente trasformata in cappella, Niccolò Acciaiuoli, che diventò in seguito Gran Siniscalco del Regno di Napoli ed un caro amico di Boccaccio e di Petrarca. Nel 1348, il re di Napoli Luigi di Taranto, allontanato dal suo regno in seguito al conflitto con il Re d'Ungheria, si rifugiò con il suo primo ministro a Montegufoni. Egli aveva l'abitudine di banchettare con il vescovo Angelo Acciaiuoli nella sala dei Banchetti (sala oggi chiamata "il Teatro"), che dà sulla parte del castello oggi chiamata  "Cortile dei Duchi".
Nel 1386 da Donato Acciaioli, personaggio che possedeva i titoli di Duca di Atene, Senatore di Roma e Gonfaloniere della Repubblica di Firenze, venne costruita la torre che ancora oggi sovrasta il castello. Nel 1396 Donato venne bandito da Firenze, ma i suoi beni (compreso Montegufoni) furono salvati dalla confisca dal fratello cardinale. I tre figli di Donato risiederono alla Corte di Atene fino a che uno di loro, Agnolo di Jacopo, tornò a Montegufoni con il figlio (il duca Francesco) ed il cugino (è in quell'epoca che probabilmente nacque l'appellativo "Corte dei duchi").
Nel 1546 un altro Donato restaurò la torre sul modello della Torre di Arnolfo del Palazzo Vecchio di Firenze e costruì la sala d'armi (sala chiamata oggi "Galleria") e in questo periodo Montegufoni divenne il punto di ritrovo di numerosi artisti fiorentini. Nel 1612 Cosimo II de' Medici fu invitato a Montegufoni. Verso il 1650 Donato, con sua moglie Anna Maria Altoviti, restaurò tutto il castello, dandogli l'aspetto che tuttora mantiene, collegando i sette edifici fino allora distinti. Il castello continuò ad essere uno dei più celebri ritrovi dell'alta società fiorentina per tutto il XVII secolo e anche durante il XVIII, fino al declino economico della famiglia Acciaioli, che lo vendette alla famiglia Baracchi.
Nel 1909 Sir George Sitwell, un eccentrico inglese, s'innamorò della splendida struttura di Montegufoni e decise di comperarla a nome di suo figlio Sir Osbert Sitwell. Dopo esserne divenuto proprietario, Sitwell iniziò ad arricchire e abbellire il castello. Nel 1922 chiamò a decorare il castello Gino Severini, che realizzò una serie di maschere e arlecchini in una camera.
Durante la seconda guerra mondiale, per evitare che venissero trafugate o danneggiate, furono nascoste a Montegufoni, come in molti altri luoghi sparsi per la campagna toscana, opere d'arte come l'Adorazione dei Magi, di Domenico Ghirlandaio, la Primavera, di Sandro Botticelli e la Madonna di Ognissanti, di Giotto, questo grazie al lavoro di persone come Giovanni Poggi, funzionario delle Belle arti e direttore degli Uffizi e Cesare Fasola, ma anche di semplici cittadini.

I baroni Sitwell hanno fatto del castello un importante centro culturale invitandovi artisti soprattutto americani e inglesi. Nel 1966, Sir Osbert, diventato un autore britannico celebre, si stabilì definitivamente al castello. Colpito dalla malattia di Parkinson vi morì nel 1969. Nel 1972 Reresby Sitwell vendette il castello a Sergio Posarelli, che iniziò a restaurarlo per fare del castello di Montegufoni un lussuoso luogo di vacanza. Dopo la morte del signor Posarelli, avvenuta nel 2013, il castello è passato ai suoi tre figli: Cosimo, Guido e Lisa Posarelli.
Il castello di Montegufoni è tuttora un'ambita meta turistica essendo uno dei residance più belli della Toscana.

## Il castello oggi
Il castello, come molti luoghi in Toscana, è stato trasformato, suddiviso in appartamenti e oggi viene utilizzato soprattutto per cerimonie e convegni.